# Lawrence Cherono
Lawrence Cherono (Eldoret; 7 d'agost de 1988) és un atleta kenyà especialista en carreres de fons, guanyador de dues Grans Maratons —marató de Boston de 2019 i marató de Chicago de 2019. El seu millor temps en la marató és de 2.04:06, realitzat en Ámsterdam el 21 d'octubre de 2018.
El 5 de desembre del 2021, va superar a Chalu Deso i Philemon Cacheran en la Marató de València, quedant primer amb un temps de 2:05:11. L'any anterior, tot i fer una millor marca, va quedar segon per darrere d'Evans Chebet.
Cherono també ha guanyat unes altres maratons com la de Sevilla, Hong Kong, Praga o Honolulu.